# Segredo
Segredo är en kommun i Brasilien.   Den ligger i delstaten Rio Grande do Sul, i den södra delen av landet, 1 600 km söder om huvudstaden Brasília. Antalet invånare är 7 158.
I omgivningarna runt Segredo växer huvudsakligen savannskog. Runt Segredo är det glesbefolkat, med 15 invånare per kvadratkilometer.